# Aalsmeer
Aalsmeer este o comună și o localitate în provincia Olanda de Nord, Țările de Jos. 

## Localități componente
Aalsmeer, Kudelstaart, Oosteinde.